# Corona 86
Corona 86 – amerykański satelita rozpoznawczy do wykonywania zdjęć powierzchni Ziemi. Jedenasty statek serii KeyHole-4A tajnego programu CORONA. Misja powiodła się częściowo. Kapsuły powróciły na Ziemię, wodując na Oceanie Spokojnym. Na filmach z obu kapsuł występowały niewielkie obszary nieostrego obrazu. Kapsuła nr 2 została odzyskana w trybie awaryjnym.

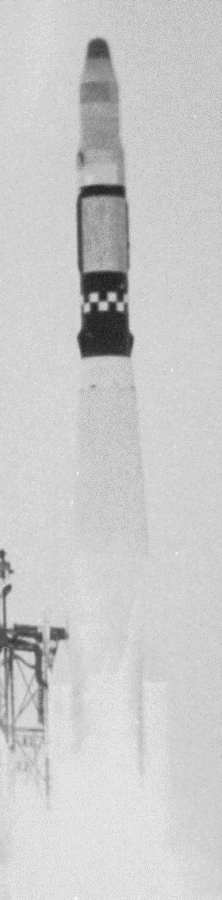
Start rakiety Thor Agena D z satelitą Corona 86